# Atrichum muelleri
Atrichum muelleri är en bladmossart som beskrevs av W. P. Schimper in Bescherelle 1872. Atrichum muelleri ingår i släktet sågmossor, och familjen Polytrichaceae. Inga underarter finns listade i Catalogue of Life.